# فتنه
فتنه (عربی: فتنة، فتن؛ «وسوسه، رنج، شورش، نزاع داخلی، درگیری») واژه‌ای عربی با معنای ضمنی گستردهٔ دشواری یا مصیبت یا پریشانی است. این واژه مفاهیم تاریخی مهمی دارد که در عربی امروزی نیز بسیار مورد استفاده قرار می‌گیرد. می‌توان بین معانی فتنه که در عربی کلاسیک استفاده می‌شود و معانی فتنه که در عربی استاندارد مدرن و گویش‌های مختلف محاوره‌ای استفاده می‌شود تمایز قائل شد. جدای از کاربرد آن در قرآن، فتنه به عنوان اصطلاحی برای چهار جنگ داخلی در خلافت اسلامی از قرن هفتم تا نهم میلادی استفاده می‌شود.

## پیشینه و ریشه‌شناسی
فتنه از مادهٔ «فِتْن» به معنای داخل نمودن طلا در آتش است، و به معنای داخل نمودن انسان در آتش نیز آمده‌است. کلمه «فتنه» در قرآن به معناهای گوناگون آمده‌است. به معنای عذاب، محصول عذاب، آزمایش و امتحان و واقع نمودن خود یا دیگران در عذاب.
جعفر سبحانی می‌گوید: فتنه گاهی به معنای شورش‌های کور به کار می‌رود که نه هدف مشخصی دارند و نه مقدس هستند. .

## در صدر اسلام
در صدر اسلام از جنگ‌های داخلی و کشمکش‌های متعددی به عنوان فتنه یاد شده‌است. مانند ماجرای سقیفه که در آن کشمکش با بیعت جمعی از بزرگان عرب با ابوبکر پایان یافت. خروج ابن زبیر علیه یزید در مکه، قیام شیعیان عراق و ایران علیه سلسله اموی که به سرنگونی امویان منجر شد. همچنین از شکل‌گیری و انشقاق مسلمانان و تشکیل شیعه و سنی نیز به عنوان فتنه یاد شده‌است.

### آیات و روایات پیرامون فتنه
در قرآن در موارد مختلفی و با معانی مختلفی از عنوان فتنه استفاده شده است:
و با آنان بجنگید تا فتنه‌ای بر جای نماند و دین یکسره از آن خدا گردد پس اگر بازایستند قطعاً خدا به آنچه انجام می‌دهند بیناست
و بدانید که اموال و فرزندان شما فتنه هستند و خداست که نزد او پاداشی بزرگ است
علی بن ابیطالب دربارهٔ فتنه گفته‌است:

دیدگاهی دربارهٔ فتنه در حدیثی از محمد بن علی بن موسی، معروف به جواد، امام نهم شیعیان

در فتنه‌ها مانند شتر دو ساله باش که نه پشتی دارد تا دیگران از او سواری بگیرند و نه پستانی دارد تا دیگران از او شیری بدوشند. 
با احتیاط و بصیرت گام بردارید، به هنگام برخاستن گرد و غبار حادثه‌هایی که نمی‌توان به درستی واقع آن را درک کرد و در هم پیچیدن فتنه‌ها به هنگام تولد نوزاد آن و آشکارشدن باطن آن و برقرارشدن قطب و مدار آسیای آن؛ فتنه‌هایی که از مراحل ناپیدا آغاز می‌شوند و به مرحله شدید و روشن می‌رسند. رشد آن‌ها مانند رشد نوجوان و آثار آن مانند آثار سنگ سخت و محکم است. ستمکاران آن را با پیمان‌هایی که دارند از یکدیگر ارث می‌برند.
انحراف به راست و چپ مایه گمراهی است و راه وسط و مستقیم همان جاده حق است و قرآن و آثار نبوت بر همین راه است.